# SC Donaustadt
SC Donaustadt – austriacki klub piłkarski, z wiedeńskiej dzielnicy Donaustadt, działający w latach 1905-1925. Rozwiązany po fuzji z FC Ostmark Wien.

## Historia
Klub sportowy SC Donaustadt został założony w miejscowości Wiedeń w 1905 roku. W 1911 roku zespół startował w pierwszych oficjalnych rozgrywkach mistrzostw Austrii, które początkowo ograniczały się do drużyn wiedeńskich. W debiutowym sezonie 1911/12 został przydzielony do 2. Klasse A. W kolejnych sezonach klub dobrze sobie radził i zawsze zajmował najwyższe miejsca w tabeli. W sezonie 1916/17 można było w końcu zdobyć tytuł mistrza drugiej klasy, jednak z powodu pierwszej wojny światowej zostały zawieszone spadki i awanse między ligami. Ten sam los spotkał i w następnym sezonie w 1918 roku. W tym czasie sukcesy w pucharze działały jak mała pociecha. W 1918 roku dotarł nawet do półfinału Pucharu Austrii. W następnych sezonach, kiedy promocja była znów możliwa, klub już nie osiągnął takich sukcesów. Po zakończeniu pierwszej wojny światowej klub zawsze walczył o mistrzostwo ligi, ale nie potrafił zwyciężyć w niej. W 1921 roku został wyprzedzony tylko o dwa punkty przez późniejszego partnera fuzji FC Ostmark Wien. Po tym, jak profesjonalna II. Liga została wprowadzona w 1924 roku, klub ostatecznie zdecydował się na dobrowolną redukcję do trzeciej ligi. W 1925 klub połączył się z FC Ostmark Wien tworząc Brigittenauer AC, po czym został całkowicie rozwiązany.

## Sukcesy

### Trofea międzynarodowe
Nie uczestniczył w rozgrywkach europejskich (stan na 31-05-2019).

### Trofea krajowe
| \| \| Zdobyte trofea w rozgrywkach Austrii (stan na: 31-05-2019) \| |                                                            |      |                  |
| Rozgrywki                                                           | Osiągnięcie                                                | Razy | Sezon(y)         |
| · Mistrzostwo                                                       | I miejsce                                                  | 0    |                  |
| · Mistrzostwo                                                       | II miejsce                                                 | 0    |                  |
| · Mistrzostwo                                                       | III miejsce                                                | 0    |                  |
| Puchar                                                              | zdobywca                                                   | 0    |                  |
| Puchar                                                              | finalista                                                  | 0    |                  |
| Puchar                                                              | półfinalista                                               | 1    | 1918/19 (nieof.) |
| II liga                                                             | I miejsce                                                  | 2    | 1916/17, 1917/18 |
| II liga                                                             | II miejsce                                                 | 1    | 1920/21          |
| II liga                                                             | III miejsce                                                | 1    | 1912/13          |
| Austria                                                             | Zdobyte trofea w rozgrywkach Austrii (stan na: 31-05-2019) |      |                  |

## Poszczególne sezony

### Rozgrywki międzynarodowe

#### Europejskie puchary
Nie uczestniczył w rozgrywkach europejskich.

### Rozgrywki krajowe
| \| Austria \| Bilans występów klubu w rozgrywkach piłkarskich Austrii (Stan na 31 maja 2019 r.) \| \| |                                                                                   |        |       |   |   |   |    |    |     |           |        |        |      |
| Poziom                                                                                                | Rozgrywki                                                                         | Sezony | Mecze | Z | R | P | B+ | B– | Pkt | Lata      | Awanse | Spadki | Naj. |
| I | Erste Klasse/ I. Liga                                                             | 0      |       |   |   |   |    |    |     |           | 0      | 0      |      |
| II | 2. Klasse/ 2. Klasse Nord                                                         | 13     |       |   |   |   |    |    |     | 1911–1924 | 0      | 1      | 1    |
| III                                                                                                   | 3. Klasse Nord                                                                    | 1      |       |   |   |   |    |    |     | 1924/25   | 0      | 0      | ?    |
| | Puchar Austrii                                                                    | ?      |       |   |   |   |    |    |     | od 1917   | 0      | 0      | 1/2  |
| Austria                                                                                               | Bilans występów klubu w rozgrywkach piłkarskich Austrii (Stan na 31 maja 2019 r.) |        |       |   |   |   |    |    |     |           |        |        |      |

### Derby
- SC Hakoah Wien
- FC Ostmark Wien
- SC Rot-Stern